# Consumer-to-Administration
Consumer-to-Administration (deutsch „Verbraucher zum Staat“, C2A; auch Consumer-to-Government, C2G) ist in der Betriebswirtschaftslehre, im E-Business und allgemein im Marketing der Anglizismus für eine Geschäftsbeziehung zwischen Privatpersonen und der öffentlichen Verwaltung. Gegensatz ist Administration-to-Consumer.

## Allgemeines
Der im E-Business entwickelte Begriff kann auch verallgemeinernd für alle Geschäftsbeziehungen zwischen verschiedenen Wirtschaftssubjekten oder zwischen zwei gleichen Wirtschaftssubjekten verwendet werden. Wirtschaftssubjekte sind Privathaushalte (englisch consumer), Unternehmen (englisch business) und der Staat mit seiner öffentlichen Verwaltung (englisch administration, government). Der Wirtschaftswissenschaftler Thomas Schildhauer definiert wie folgt: „Consumer-to-Adminstration sind alle Prozesse und Modelle mit Interaktion zwischen Privathaushalten und der öffentlichen Verwaltung“. „Consumer-to…“ beschreibt dasjenige Wirtschaftssubjekt, das die Geschäftsbeziehung angebahnt hat. Gegenstand der Beziehung kann ein Kaufvertrag, Mietvertrag, sonstiger Vertrag oder ein Gesetz sein, aufgrund dessen Güter oder Dienstleistungen gegen Geld (oder ausnahmsweise gegen andere Güter) ausgetauscht werden. Bei Consumer-to-Administration wird meist keine Geschäftsbeziehung eingegangen, sondern es besteht oder entsteht eine Rechtsbeziehung, die überwiegend auf öffentlichem Recht beruht.

## Übersicht aller Geschäftsbeziehungen
Die Geschäftsbeziehungen zwischen einzelnen Wirtschaftssubjekten können wie folgt systematisiert werden:
| Wirtschaftssubjekt    | Privathaushalte Beispiel                                  | Unternehmen Beispiel                        | öffentliche Haushalte Beispiel                            |
| --------------------- | --------------------------------------------------------- | ------------------------------------------- | --------------------------------------------------------- |
| Privathaushalte       | Consumer-to-Consumer Tauschbörsen wie eBay                | Consumer-to-Business Aufträge, Bestellungen | Consumer-to-Administration Steuererklärung, Melderegister |
| Unternehmen           | Business-to-Consumer Lieferung von Waren im Versandhandel | Business-to-Business Interbankenhandel      | Business-to-Administration Lohnsteueranmeldung            |
| öffentliche Haushalte | Administration-to-Consumer Gebührenbescheid               | Administration-to-Business Außenprüfung     | Administration-to-Administration Amtshilfe                |

Auf diese Weise ergeben sich neun Kombinationen von Geschäftsfeldern.
Consumer-to-Administration liegt insbesondere vor bei Angeboten zu einer öffentlichen Ausschreibung, Anträgen auf behördliche Erlaubnis (etwa Betriebserlaubnis, Gaststättenkonzession, Zulassung von Fahrzeugen zum Straßenverkehr), privaten Bauanträgen, bei Eintragungen in öffentliche Register oder Widersprüchen gegen behördliche (Verwaltungsakte) und gerichtliche (Gerichtsurteile) Entscheidungen durch Privatpersonen. Auch die Einkommensteuererklärung, Jobbörse, Stimmabgabe bei Wahlen, der Strafantrag oder die Strafanzeige sind eine Consumer-to-Administration-Beziehung.

## Wirtschaftliche Aspekte
Zahlreiche Transaktionen mit der öffentlichen Hand können streng genommen nicht zum E-Commerce gerechnet werden, weil sie keinen kommerziellen Charakter aufweisen, da sie oft keine Gegenleistung des Staates zur Folge haben (Steuererklärung und Steuerbescheid führen zur Steuerzahlung, ohne dass eine staatliche Gegenleistung erfolgt). Werden jedoch öffentliche Abgaben, Beiträge oder Gebühren fällig, so hat der Staat eine Gegenleistung erbracht oder wird sie erbringen. Sie werden bei einigen der oben genannten Beispiele erhoben, etwa bei der Eintragung ins Grundbuch durch das zuständige Registergericht (Grundbuchamt).